# Gouvernement Orbán II
Pour les articles homonymes, voir Gouvernement Orbán.
Ne doit pas être confondu avec Gouvernement Orban II.
 (septembre 2023).
Si vous disposez d'ouvrages ou d'articles de référence ou si vous connaissez des sites web de qualité traitant du thème abordé ici, merci de compléter l'article en donnant les références utiles à sa vérifiabilité et en les liant à la section « Notes et références ».
IIIe République hongroise
Bajnai Orbán III
Le gouvernement Orbán II (Második Orbán-kormány) était le gouvernement de la République de Hongrie, renommée Hongrie en cours de mandat, du 29 mai 2010 au 6 juin 2014, durant la sixième législature de l'Assemblée nationale.
Il s'agit du second gouvernement dirigé par Viktor Orbán.

## Historique
Dirigé par l'ancien Premier ministre national-conservateur Viktor Orbán, ce gouvernement est constitué et soutenu par la Fidesz-Union civique hongroise (Fidesz-MPSz) et le Parti populaire démocrate-chrétien (KNDP). Ensemble, ils disposent de 233 députés sur 199, soit 60,4 % des sièges de l'Assemblée nationale.
Il est formé à la suite des élections législatives de 2010 et succède au gouvernement Bajnai, constitué et soutenu par une alliance de centre gauche.

### Formation
Les 11 et 25 avril 2010, fort de l'impopularité de la majorité parlementaire sortante, d'obédience socialiste, la Fidesz-Union civique hongroise (Fidesz-MPSz), un parti conservateur dirigé par l'ancien Premier ministre, Viktor Orbán, remportait les élections législatives par une large majorité ; avec 263 sièges sur 386 à l'Assemblée nationale, soit 68,1 % des élus, la coalition liant la Fidesz-MPSz et le Parti populaire démocrate-chrétien (KDNP), semble être assurée de pouvoir gouverner aisément le pays.
Il a été formé à la suite de la victoire de l'alliance aux élections législatives des 11 et 25 avril 2010, et succède au gouvernement de Gordon Bajnai, formé de membres du Parti socialiste hongrois (MSzP) et d'indépendants, et soutenu par le MSzP et l'Alliance des démocrates libres (SzDSz).

### Succession
Orbán est réélu Premier ministre le 10 mai 2014.

## Composition

### Initiale (29 mai 2010)
| Portefeuille                                                                 | Titulaire | Titulaire        | Parti       |
| ---------------------------------------------------------------------------- | --------- | ---------------- | ----------- |
| Premier ministre                                                             |           | Viktor Orbán     | Fidesz-MPSz |
| Vice-Premier ministre Chargé de la Politique nationale                       |           | Zsolt Semjén     | KDNP        |
| Vice-Premier ministre Ministre de l'Administration publique et de la Justice |           | Tibor Navracsics | Fidesz-MPSz |
| Ministre de l'Intérieur                                                      |           | Sándor Pintér    | Sans        |
| Ministre des Affaires étrangères                                             |           | János Martonyi   | Fidesz-MPSz |
| Ministre de l'Économie nationale                                             |           | György Matolcsy  | Fidesz-MPSz |
| Ministre des Ressources nationales                                           |           | Miklós Réthelyi  | Sans        |
| Ministre du Développement national                                           |           | Tamás Fellegi    | Sans        |
| Ministre du Développement rural                                              |           | Sándor Fazekas   | Fidesz-MPSz |
| Ministre de la Défense                                                       |           | Csaba Hende      | Fidesz-MPSz |

### Remaniement du 15 décembre 2011
- Les nouveaux ministres sont indiqués en gras, ceux ayant changé d'attribution en italique.

| Portefeuille                                                                     | Titulaire | Titulaire                                                                 | Parti       |
| -------------------------------------------------------------------------------- | --------- | ------------------------------------------------------------------------- | ----------- |
| Premier ministre                                                                 |           | Viktor Orbán                                                              | Fidesz-MPSz |
| Vice-Premier ministre Chargé de la Politique nationale                           |           | Zsolt Semjén                                                              | KNDP        |
| Vice-Premier ministre Ministre de l'Administration publique et de la Justice     |           | Tibor Navracsics                                                          | Fidesz-MPSz |
| Ministre de l'Intérieur                                                          |           | Sándor Pintér                                                             | Sans        |
| Ministre des Affaires étrangères                                                 |           | János Martonyi                                                            | Fidesz-MPSz |
| Ministre de l'Économie nationale                                                 |           | György Matolcsy (jusqu'au 03/03/2013) Mihály Varga (depuis le 07/03/2013) | Fidesz-MPSz |
| Ministre des Ressources nationales Ministre des Ressources humaines (13/05/2012) |           | Miklós Réthelyi (jusqu'au 13/05/2012)                                     | Sans        |
| Ministre des Ressources nationales Ministre des Ressources humaines (13/05/2012) |           | Zoltán Balog                                                              | Fidesz-MPSz |
| Ministre du Développement national                                               |           | Tibor Navracsics (par intérim)                                            | Fidesz-MPSz |
| Ministre du Développement national                                               |           | Zsuzsanna Németh (depuis le 23/12/2011)                                   | Sans        |
| Ministre du Développement rural                                                  |           | Sándor Fazekas                                                            | Fidesz-MPSz |
| Ministre de la Défense                                                           |           | Csaba Hende                                                               | Fidesz-MPSz |
| Ministre sans portefeuille Relations avec les institutions financières           |           | Tamás Fellegi (jusqu'au 29/05/2012)                                       | Sans        |
| Ministre sans portefeuille Relations avec les institutions financières           |           | Mihály Varga                                                              | Fidesz-MPSz |